# Christophe Bon d'Estournelles
Christophe Bon d’Estournelles, né le 27 juin 1736 à Romans-sur-Isère (Drôme), mort le 15 février 1809 à Romans-sur-Isère (Drôme), est un général de brigade de la Révolution française.

## États de service
Il entre en service le 1er mars 1758, comme lieutenant dans les volontaires du Dauphiné, et le 15 mars 1788, il est nommé commandant du 7e bataillon d’infanterie légère.
Il est promu général de brigade le 7 septembre 1792 à l’armée du Centre, et le 1er juin 1793, il est suspendu comme noble. 
Remis en activité à l’armée de la Moselle, il est arrêté en décembre 1793, sous l’inculpation d’avoir abandonné Kaiserslautern le 30 novembre 1793 et le pays des deux-ponts. Libéré, il est admis à la retraite. 
Il meurt le 15 février 1809 à Romans-sur-Isère.

## Sources
- (en) « Generals Who Served in the French Army during the Period 1789 - 1814: Eberle to Exelmans »
- (pl) « Napoléon.org.pl »
- Docteur Robinet, Jean-François Eugène et J. Le Chapelain, Dictionnaire historique et biographique de la révolution et de l'empire, 1789-1815, volume 1, Librairie Historique de la révolution et de l’empire, 900 p. (lire en ligne), p. 217.